# Marguerite Périer
Pour les articles homonymes, voir Périer.
Marguerite Périer est une figure du jansénisme, née à Clermont-Ferrand le 6 avril 1646 et morte dans la même ville le 14 avril 1733.

## Le miracle de la Sainte-Épine
Fille de Gilberte Pascal et de Florin Périer, Marguerite est la nièce et la filleule de Blaise Pascal. Elle est placée à l'abbaye de Port-Royal de Paris en 1654,.
Le 24 mars 1656, elle est l'objet d'un important événement dans l'histoire du jansénisme. Alors que la petite fille souffre d'une fistule lacrymale qui semble menacer sa vie, elle guérit d'une manière jugée miraculeuse après avoir été touchée par une relique de la Sainte Épine de la couronne du Christ,.
L'événement possède un large écho qui arrête pour un temps les persécutions contre l'abbaye ; il marque l'évolution religieuse de Pascal (cet épisode aurait été selon la légende le point de départ de sa réflexion consignée dans ses Pensées) et donne lieu à la réalisation d'un ex-voto longtemps attribué à Philippe de Champaigne.
Ce miracle se trouve au centre des enjeux politico-religieux de l'époque. Les jansénistes considèrent qu'il est le signe du soutien de Dieu à leur cause. Aussitôt, le père Annat, jésuite et confesseur du roi, répond par Le Rabat-joie des jansénistes où, sans mettre en cause la réalité du miracle — reconnu par l'Église — il attaque fortement Port-Royal et analyse l'événement comme une invitation de Dieu à abandonner l'hérésie janséniste. À leur tour, Antoine Arnauld et Pontchâteau répondent tandis que Pascal adresse sa dix-septième Lettre provinciale au père Annat. Malgré ces polémiques, le miracle a pour conséquence d'interrompre provisoirement la répression contre l'abbaye.
Cependant ce miracle sera par la suite contesté, les connaissances médicales ayant évolué, certains historiens jugeant que Marguerite ne souffrait que d'une obstruction du canal lacrymal.

## Une vie austère et retirée
En 1661, toutes les pensionnaires de Port-Royal sont renvoyées. Marguerite Périer mène alors une vie retirée, partagée entre Paris et Clermont. Elle conserve toutefois de forts liens avec les amis de Port-Royal. En 1700, sur la sollicitation de son frère le chanoine Louis Périer, elle accepte la charge de gouvernante de l'Hôtel-Dieu de Clermont-Ferrand, mais renonce dès 1702 dans un contexte politique difficile.
Elle se consacre alors à des œuvres charitables, s'installe définitivement avec son frère à Clermont-Ferrand et fonde une mission à Cournon.

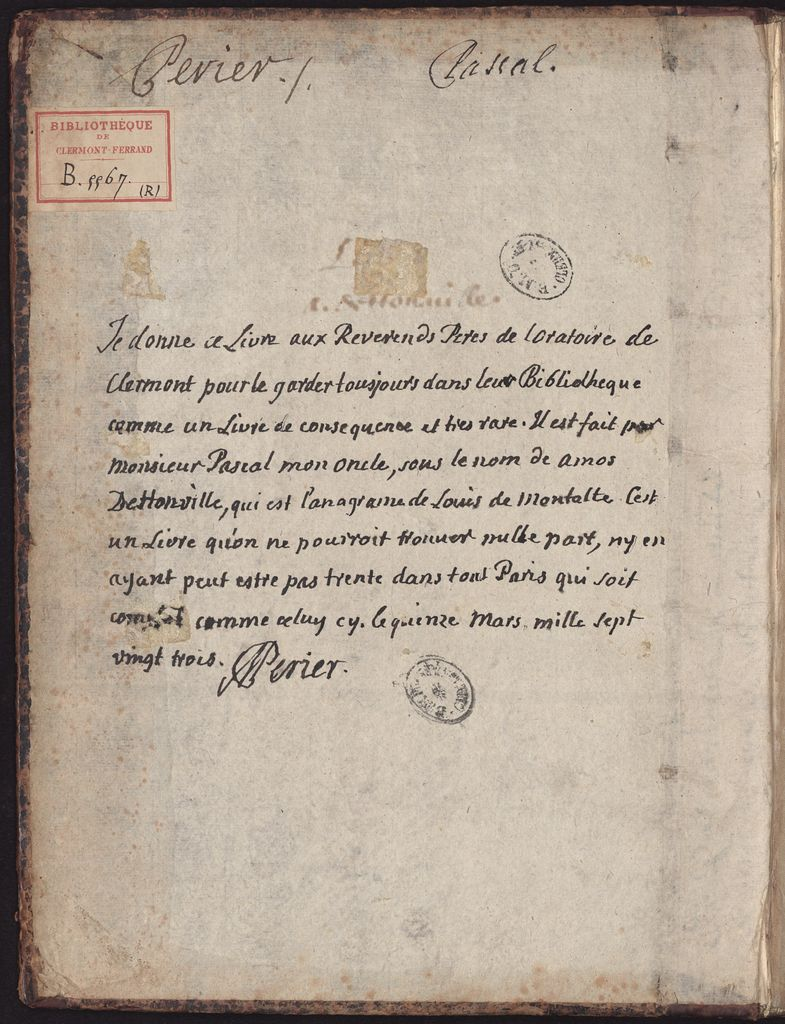
Ex-dono de Marguerite Périer à l'Oratoire de Clermont sur un exemplaire des Lettres de A. Dettonville (pseudonyme de Blaise Pascal) conservé à la bibliothèque du Patrimoine de Clermont Auvergne Métropole.

Après la mort de son frère en 1713, elle se consacre à la mémoire de Port-Royal en écrivant ses Mémoires (perdus) et des Additions au nécrologe de Port-Royal et en surveillant les écrits sur son oncle. Elle vend alors ses biens immobiliers, institue l'hôpital général de Clermont son légataire universel (par conséquent celui des familles Pascal et Périer) et lègue à l'Oratoire ses papiers et une des machines arithmétiques de son oncle. Elle reste fidèle au jansénisme jusqu'à la fin, appelant de la bulle Unigenitus en 1720. Si bien qu'elle se voit refuser les derniers sacrements, qu'elle n'obtient que sur les instances expresses de l'évêque de Clermont. Elle meurt le 14 avril 1733, 71 ans après son oncle, à l'âge de 87 ans, un âge canonique à l'époque.

## Œuvres
- Mémoire sur la vie de Monsieur Pascal (lire sur Wikisource)
- Lettres, opuscules et mémoires de madame Périer et de Jacqueline, sœurs de Pascal, et de Marguerite Périer, sa nièce / publ. sur les manuscrits originaux par M. P. Faugère, Paris, A. Vaton, 1845 (lire en ligne).